# Walter Grubmüller
Walter Grubmüller, né le 13 janvier 1989 à Vienne, est un pilote automobile autrichien.

## Carrière automobile

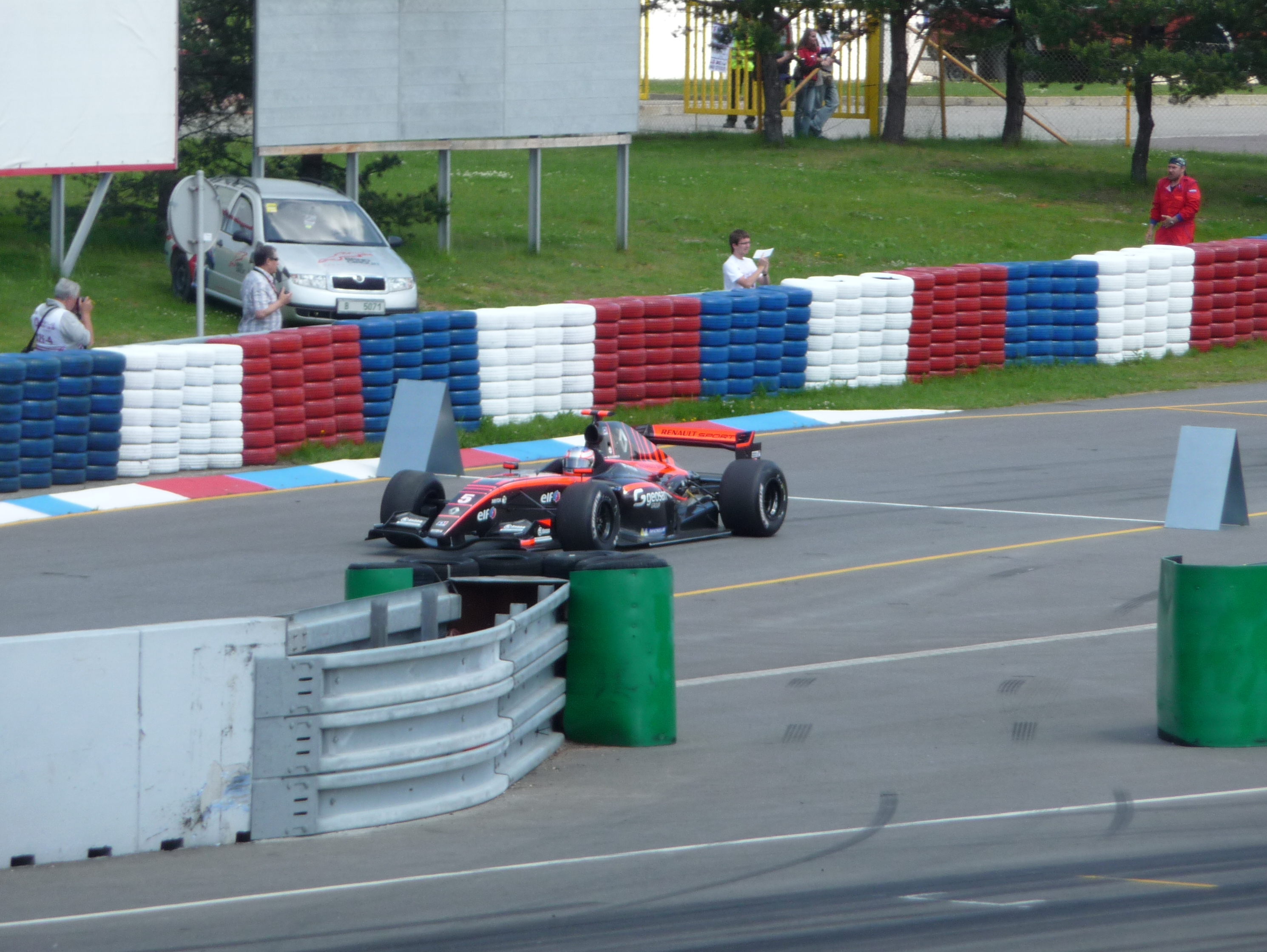
Walter Grubmüller à Brno en 2010, lors d'une manche des World Series by Renault

- 2005 : Eurocup Formule Renault, non classé
  - Championnat d'Italie de Formule Renault, 27e
- 2006 : Eurocup Formule Renault, 19e
  - Championnat d'Italie de Formule Renault, 20e
- 2007 : Championnat de Grande-Bretagne de Formule 3, 16e
- 2008 : Championnat de Grande-Bretagne de Formule 3, 14e
- 2009 : Championnat de Grande-Bretagne de Formule 3, 2e
- 2010 : World Series by Renault, 16e
- 2011 : World Series by Renault, 18e

## Divers
Walter Grubmüller a également disputé quelques courses éparses de Formule 3 en Asie et en Australie, montant plusieurs fois sur le podium.